# Walham
Walham – wieś w Anglii, w hrabstwie Gloucestershire. Leży 2 km na północ od miasta Gloucester i 153 km na zachód od Londynu.